# トゥトラカンの戦い
トゥトラカンの戦い（英語：Battle of Turtucaia、ブルガリア語：Битка при Тутракан）はルーマニア軍とブルガリア軍・ドイツ軍との間で発生した戦い。中央同盟から連合国側に寝返ってオーストリア領トランシルヴァニアへ侵攻したルーマニア軍に対する牽制行動として開始された。

## 概要
戦いの場となったトゥトラカン要塞（トトラカン要塞とも）はフランス軍の援助によって建設された強固な要塞であり、南のブルガリアに対する備えとして1913年に完成した。151門の重砲と15個の陣地からなる大要塞をルーマニア軍は建設元のフランスに肖って「第二のヴェルダン要塞」を自負した。しかし要塞の規模はともかく、ルーマニア軍の弱体さや砲門の古さからその評判を疑問視する声もあった。
9月5日の早朝、パンテレイ・キセノフ（en:Panteley Kiselov）将軍はブルガリア第4師団とブルガリア第1師団の一部を進軍させ、ドイツ軍から派遣されたクルツ・フォン・ハーメルスタイン少佐の歩兵連隊がブルガリア軍の進撃を補佐した。午前6時30分から要塞にはブルガリア砲兵隊の砲撃が開始され、8時20分にブルガリア軍の歩兵突撃が行われた。直ぐに後方のブカレストから大量の増援が押し寄せたものの、たった1日の攻撃で5箇所の陣地にブルガリア軍の旗が翻った。
要塞の3分の1を確保したブルガリア軍は翌日も攻撃を行い、9月6日の午後4時に要塞を突破してトゥトラカン市内に入城した。1時間の内に町の半分がブルガリア軍の占領下におかれ、至る所でルーマニア兵が武器を捨てて投降した。ブルガリア軍は2つの軍旗と450人のルーマニア軍将校、2万8000人以上のルーマニア軍兵士を捕虜にした。また要塞に設置されていた151門の重砲も全て鹵獲された。
戦いは僅か数日間で終わり、結果も要塞占領とルーマニア守備隊数万名の降伏という同盟軍側の圧勝に終わった。ブルガリア軍も8000名の死傷者を出したが、キセリオ将軍が適切な指揮を行えばより少ない損害で済んだ可能性が高かったと言われている。